# 얀마
얀마홀딩스(일본어: ヤンマーホールディングス, 영어: YANMAR Hondings)는 일본의 디젤 엔진 및 건설 기계 전문 제조, 판매 기업이다. 얀마의 지주회사인 얀마홀딩스로 설립되었다.

## 제품소개
- YT트랙터
- JD트랙터 (미국 존디어 사 기술제휴)
- 콤바인
- 이양이
- 야채이식기
- 대두관련상품
- 관리기
- 마늘관련상품
- 해양보트
- 선박용엔진
- 디젤발전기
- 가스엔진
- 건설기계
- 디젤엔진

## 같이 보기
- 세레소 오사카